# Баттистини, Маттиа
Маттиа Баттисти́ни (итал. Mattia Battistini; 27 февраля 1856, Рим — 7 ноября 1928, Контильяно) — итальянский оперный певец, баритон, приверженец школы так называемого «сладкого» пения, мастер бельканто.

## Биография
Маттиа Баттистини родился в Риме 27 февраля 1856 года. Сын знатных родителей, Баттистини получил прекрасное образование.С детства занимался музыкой и вокалом, однако требования семьи, состоявшей из высокопоставленных медиков (дед и дядя Баттистини были личными врачами римских пап), привели к тому, что Баттистини закончил медицинский факультет Римского университета. Однако любовь к музыке победила, и он серьёзно занялся вокалом, обучаясь, в частности, у Венчеслао Персикини, Эудженио Терциани и Антонио Котоньи. Дебютировал в 1878 году в Риме партией Альфонса в опере «Фаворитка» Гаэтано Доницетти. Очень скоро получил славу лучшего итальянского баритона.
С 1881 года постоянно гастролировал, выступая в оперных театрах по всему миру. Первым из оперных певцов начал выступать в Южной Америке (Буэнос-Айрес и Рио-де-Жанейро). Сезон 1882—1883 годов с огромным успехом провел в Испании (Мадрид и Барселона), с 1883 начал выступления в Лондоне, где он собирал полные залы, потом Вене, Париже и Будапеште.
С 1892 стал гастролировать в разных городах России, где тут же был признан бесспорным главным героем оперной сцены и где провел 23 театральных сезона (до 1916), став любимым певцом русских царей и аристократии, в России его называли «королём баритонов и баритоном королей». В 1899 году исполнял партию Евгения Онегина (на итальянском языке) с Крушельницкой в роли Татьяны на премьере в Варшаве (тогда территория Российской империи[значимость факта?]).
После Октябрьской революции 1917 г. гастроли в Россию прекратил.
В середине 20-х годов у певца появились первые явные признаки начинающейся болезни, но Баттистини с поразительным мужеством сухо отвечал врачам, советовавшим отменить концерт: «Синьоры мои, у меня только два выхода — петь или умереть! Я хочу петь!».
Женой Баттистини была испанская аристократка Долорес де Фигера из очень знаменитой семьи, среди её родственников много крупных политических и религиозных деятелей.

## Творчество
Как утверждается в книге Д. Самина «100 великих вокалистов»,

Во время одного из триумфальных сезонов в Москве, в августе 1912 года, на представлении оперы «Риголетто» многочисленная публика была так наэлектризована, так неистовствовала и вызывала на бис, что Баттистини пришлось повторить — и это не преувеличение — всю оперу от начала до конца. Спектакль, начавшийся в восемь часов вечера, окончился только в три часа ночи!

Певческую карьеру продолжал до 70 лет (1927). Как отмечал в 1926 г. известный берлинский музыкальный критик Леопольд Шмидт,

Если человек поет так, как до сих пор поет Баттистини, вызывая фанатизм публики, то он не только имеет право — он обязан петь как можно дольше, потому что пение Баттистини — это символ совершенства, к которому должны стремиться его современники, особенно молодёжь.

В ряде источников учениками Баттистини называют некоторых известных российских певцов — в том числе Александра Батурина и Сергея Мигая; в верности этих сообщений имеются сомнения.

### Основные партии
- Дон Жуан («Дон-Жуан» Моцарта)
- Дон Карлос («Эрнани» Верди)
- Жермон-отец («Травиата» Верди)
- Скарпиа («Тоска» Пуччини),
- Фигаро («Севильский цирюльник» Россини)
- Демон («Демон» Рубинштейна)
- Ренато («Бал-маскарад» Верди)
- Яго («Отелло» Верди)
- Евгений Онегин («Евгений Онегин» Чайковского)
- Ричард («Пуритане» Беллини)
- Риголетто («Риголетто» Верди)
- Эскамильо («Кармен» Бизе)
- Дон Карлос («Сила судьбы» Верди)
- Родриго («Дон Карлос» Верди)
- Гамлет («Гамлет» Тома)
- Вертер («Вертер» Массне)